# Río Mayn
El río Mayn (también transliterado como Majn o Main) (en ruso, Майн) es un río asiático de la Siberia Oriental que discurre por la península de Chukchi, un afluente por la derecha del río Anádyr. Tiene una longitud de 426 km y drena una cuenca de 32.800 km² (similar a países como Moldavia, y mayor que Bélgica o Lesoto).
Administrativamente, todo el río y su cuenca pertenecen al distrito autónomo de Chukotka de la Federación de Rusia. 

## Geografía
El río Mayn nace en el pequeño lago Mainskoe (a 240 m de altitud), en el valle Parapol, en los montes del Penjina, una de las estribaciones de los montes de los Koriacos. El río es el principal efluente del lago y se encamina en dirección media noreste en una región bastante accidentada, hasta llegar a su curso bajo, en que fluye a través de una amplia llanura a menudo pantanosa, en que el río se divide en varias ramas secundarias. El río desagua por la margen derecha en el río Anádyr en su curso medio, a unos 65 km río arriba de la confluencia del Belaya y el Anádyr, en una zona de estuario con humedales y lagunas, donde el río tiene cerca de unos 500 m de ancho, 3 m de profundidad y lleva una velocidad de 0,5 m/s. 
El río discurre por una zona de clima muy extremo de bosque-tundra, lo que provoca largos períodos de congelamiento (en general, desde mediados de octubre a finales de mayo) y la ausencia de ciudades a lo largo de su curso. Las principales localidades del curso son Vayegi, en el curso medio, y Ust-Mayn (literalmente, «boca del Mayn») una pequeña aldea en la confluencia con el río Anádyr. 
La vegetación de la región está formada por musgos, líquenes, arbustos enanos y juncia. En el río son comunes el salmón chum (Oncorhynchus keta) y el salmón Sockeye (Oncorhynchus nerka). 
Sus principales afluentes son, por la derecha, los ríos Palvajam, Bolshoi Kuibivejem, Waegi y Alga; y, por la izquierda, el río Orlovka.
El río tiene una cuenca de 32.800 km². El caudal medio mensual es de aproximadamente 260 m³/s, con un máximo mensual medio en junio, cuando se derrite la nieve, de 1000 m³/s.